# Escudo de Charlottetown
El escudo de armas de Charlottetown es la realización plena de armas usadas por el gobierno municipal como un símbolo oficial.
El escudo de armas es un escusón sencillo blanco y verde con la corona de coronación de la reina Sofía Carlota de Inglaterra en el centro.